# Qədirli (Tovuz)
Qədirli è un comune dell'Azerbaigian situato nel distretto di Tovuz. Conta una popolazione di 1 469 abitanti.